# براد رايلي
براد رايلي (بالإنجليزية: Brad Riley)‏ (2 يوليو 1974 بهاميلتون في نيوزيلندا - ) هو لاعب كرة سلة نيوزلندي في مركز هجوم صغير الجسم، شارك في الألعاب الأولمبية الصيفية 2000. ولعب مع Waikato Pistons ‏.

## وصلات خارجية
- براد رايلي على موقع الاتحاد الدولي لكرة السلة (الإنجليزية)
- براد رايلي على موقع كرة السلة الأوروبية.كوم (الإنجليزية)
- براد رايلي على موقع ريلجم (الإنجليزية)
- براد رايلي على موقع بروبوليرز (الإنجليزية)
- براد رايلي على موقع سبورتس رفرنس (الإنجليزية)
- براد رايلي على موقع أوليمبيديا (الإنجليزية)